# Anna Mila Guyenz
Anna Mila Guyenz (* 16. Dezember 1995 in Berlin) ist ein deutsches Model.

## Leben
Als Tochter einer Journalistin und eines Multimedia-Verlegers wuchs Anna Mila in Berlin-Grunewald auf. Im Alter von 14 Jahren wurde sie von einem Fotografen angesprochen, der für die Rubrik „Model in One Day“ des Pro7-Formates „taff“ Nachwuchsmodels suchte. Anna Mila machte mit und gewann. In der Jury saß auch Peyman Amin. Er nahm sie in seiner in München ansässigen Agentur „PARS Management“ unter Vertrag. Zunächst machte sie im Sommer 2014 das Abitur am Gymnasium zum Grauen Kloster in Berlin, mit dem sie auch das Latinum sowie das Graecum erwarb.
Bevor sie mit ihrer Model-Karriere begann, reiste sie alleine nach Thailand, um dort im Rahmen eines mehrmonatigen Volunteerings Waisenkinder zu betreuen, Jugendliche in Englisch zu unterrichten und Tiere in Not zu pflegen. Nach ihrer Rückkehr zog sie dann im Januar 2015 nach Istanbul, um erste Erfahrungen in einem Mode-Markt zu machen. Danach erhielt sie Aufträge für kleinere Labels aber auch für große Produktionen. Unter anderem war sie in den Zeitschrift Marie Claire und ELLE zu sehen und lief auf Modenschauen. Anfang März folgte eine mehrseitige Modestrecke in der deutschen Cosmopolitan. Wenig später bekam sie einen Modelvertrag bei der Agentur IMG Worldwide. Ihre erste Station war IMG Sydney, Australien, wo sie von Designern gebucht wurde – für Fotoproduktionen ebenso wie für Modenschauen. Nach Europa zurückgekehrt, war sie nun bereit für ihre erste Fashionweek-Season im Herbst 2015. Die Modedesignerin Donatella Versace buchte Anna Mila für ihre Shows in London und Mailand und ein halbes Jahr später für die Kampagne ihres jungen Ablegers „Versus“. Auf den Haute Couture und Ready-to-wear Fashionweeks in New York, London, Mailand und Paris lief sie für Dolce & Gabbana, Chanel, Emporio Armani, Isabel Marant, Elie Saab, Dsquared2, Moschino, Óscar de la Renta, Tod’s, Max Mara sowie Philipp Plein.
Der Fotograf Mario Testino engagierte Anna Mila nicht nur für ein Editorial für die italienische Vogue, sondern auch für ein Kampagnenshooting des Modelabels „Massimo Dutti“ in Miami. Anfang 2016 verlegte Anna Mila ihren Lebensmittelpunkt nach Manhattan, New York, und arbeitet seitdem sowohl in USA als auch in Europa als Model. Zu ihren Veröffentlichungen zählen Fotostrecken in Ausgaben des Modemagazins Vogue und der Harper’s Bazaar sowie Kampagnen u. a. für Diesel, Hugo Boss-Orange und DKNY. Ihr erstes Zeitschriften-Cover wurde 2016 vom deutschen TUSH-Magazin eröffnet, gefolgt von der Harper’s Bazaar Kasachstan, aufgenommen auf ihrer privaten Dachterrasse nahe dem Times Square in New York.